# قوات الاحتياطي المركزي
قوات الاحتياطي المركزي، المعروف أيضًا باسم أبو طيرة بسبب النسر الموجود على شعارها، هي وحدة شرطة عسكرية في السودان معروفة بارتكاب فظائع أثناء الحرب في دارفور والثورة السودانية. وقد فرضت الولايات المتحدة عقوبات على بسبب "الانتهاكات الجسيمة لحقوق الإنسان".

## تاريخ
جاءت فكرة وجود قوات احتياطية مركزية عام 1970 عندما أنشأت مديرية الخرطوم قوة دفاع مدني مكونة من فصيل واحد تدرب في جمهورية ألمانيا الاتحادية لتكون قوات احتياطية لقوات الشرطة في ولاية الخرطوم والولايات الأخرى خاصة في ولاية الخرطوم. أعمال الشغب والمظاهرات، لتتفرغ الشرطة النظامية لأداء دورها في منع الجرائم أو كشفها. ثم تأسست قوات الاحتياطي المركزي السودانية عام 1974 بموجب القرار الجمهوري رقم 475 الصادر عن الرئيس جعفر النميري. وهي قوات شرطة ضمن 6 وحدات أساسية للشرطة السودانية، تتبع قيادتها مباشرة وزارة الداخلية. ثم كان يقود شرطة الاحتياطي المركزي العقيد عصمت ماني.
منذ عام 1992، أصبحت قوة الشرطة الاتحادية تابعة رسميًا لوزارة الداخلية وتعمل بموجب قانون قوة الشرطة لعام 1992. ومع ذلك، من الناحية العملية، عمل جهاز الاحتياطي الفيدرالي كقوة مساعدة لجهاز المخابرات والأمن الوطني في عهد الرئيس السابق عمر البشير، وقد استمر هذا الترتيب بعد انتقال جهاز المخابرات والأمن الوطني إلى جهاز المخابرات العامة في عام 2019، بعد – إقالة البشير من منصبه. يعد قسم شرطة الاحتياطي المركزي أكبر قسم للشرطة ويقع مقره الرئيسي في الكلاكلة بالخرطوم.
شاركت القوات في حرب دارفور، وفي ردود فعل عنيفة متعددة على الاحتجاجات السلمية بما في ذلك الاغتصاب، القتل والتعذيب. على سبيل المثال، في 17 يناير 2022، قادت قوات اقوات الاحتياطي المركزي وشرطة مكافحة الشغب عملية انتشار لقمع المظاهرات في جميع أنحاء الخرطوم، حيث استخدمت الذخيرة الحية. في 21 مارس 2022، فرضت الولايات المتحدة عقوبات على قوات الاحتياطي المركزي.
خلال الحرب في السودان التي بدأت في 15 أبريل 2023 بين قوات الدعم السريع والقوات المسلحة السودانية، أعلنت قوات الاحتياطي المركزي أنها ستنشر ضباطًا في شوارع الخرطوم "لتأمين الممتلكات العامة والخاصة"،  كواحدة من عدة مجموعات شبه عسكرية تتدخل إلى جانب القوات المسلحة السودانية. وفي 25 يونيو، استولت قوات الدعم السريع على مقر قوة الرد السريع في الخرطوم. خلال معركة ود مدني، استولت قوات الدعم السريع على معسكر شرطة الاحتياطي المركزي بالقرب من جسر حنتوب. في 31 أكتوبر، هاجمت قوات الجبهة الثورية السودانية معسكر شرطة الاحتياطي المركزي في ميرشينج، جنوب دارفور، مما أسفر عن مقتل ثلاثة أشخاص وإصابة أربعة في الهجوم.